# 西藏党参
西藏党参（学名：Codonopsis xizangensis）为桔梗科党参属的植物，分布于中国大陆海拔3,700米至4,000米的地区，目前無人工引种栽培技術。